# Mizpa (Bibel)
Mizpa (hebr. für „Wachturm“, „Warte“, „Beobachtungsstelle“) ist im Tanach, der hebräischen Bibel, allgemein die Bezeichnung für einen höher gelegenen Aussichtspunkt, der zum Spähen geeignet ist. Im Speziellen wurde die Bezeichnung zum Namen verschiedener Ortschaften. Die meisten Erwähnungen führen Mizpa mit Artikel an, hebr. hammizpah.

## Ort des Bundes zwischen Jakob und Laban
Jakob und sein Schwiegervater Laban schlossen nach einer Auseinandersetzung im Gebirge von Gilead einen Bund und errichteten als „Zeugen“ einen Steinhügel, der den Bund bekräftigen und in Erinnerung halten sollte (Gen 31,44 ff. ). Sie gaben dem Steinmal den Namen Gal-Ed (hebräisch) bzw. Jegar-Sahaduta (aramäisch). Laban nannte dieses Steinmal außerdem Mizpa, Spähturm, und begründete dies damit, dass JHWH wie ein Späher darüber wachen soll, dass der Vertrag sowohl von Laban als auch von Jakob eingehalten wird.

## Heimat Jiftachs
Das Buch der Richter 10,17 ; 11,11 .34 erwähnt einen Ort in Gilead namens Mizpa als Heimat des Richters Jiftach. Es könnte sich hierbei geografisch um die Stelle des Bundesschlusses von Jakob und Laban handeln. Genauso gut ist jedoch denkbar, dass eine Stadt in Gilead unabhängig davon den gleichen Namen trug. Manche Forscher identifizieren dieses Mizpa mit Ramot-Gilead, andere mit einem Ort namens Dschal′ūd.

## Ort in Moab
David brachte seine Eltern in einem Ort namens Mizpa in Sicherheit, der in Moab lag (1 Sam 22,3 ).